# Hersiwil
Hersiwil is een plaats en voormalige gemeente in het Zwitserse kanton Solothurn, en maakt deel uit van het district Wasseramt.
Hersiwil telt 173 inwoners. In 2013 is de gemeente gefuseerd met de andere gemeente Heinrichswil-Winistorf en hebben de nieuwe gemeente Drei Höfe gevormd. 

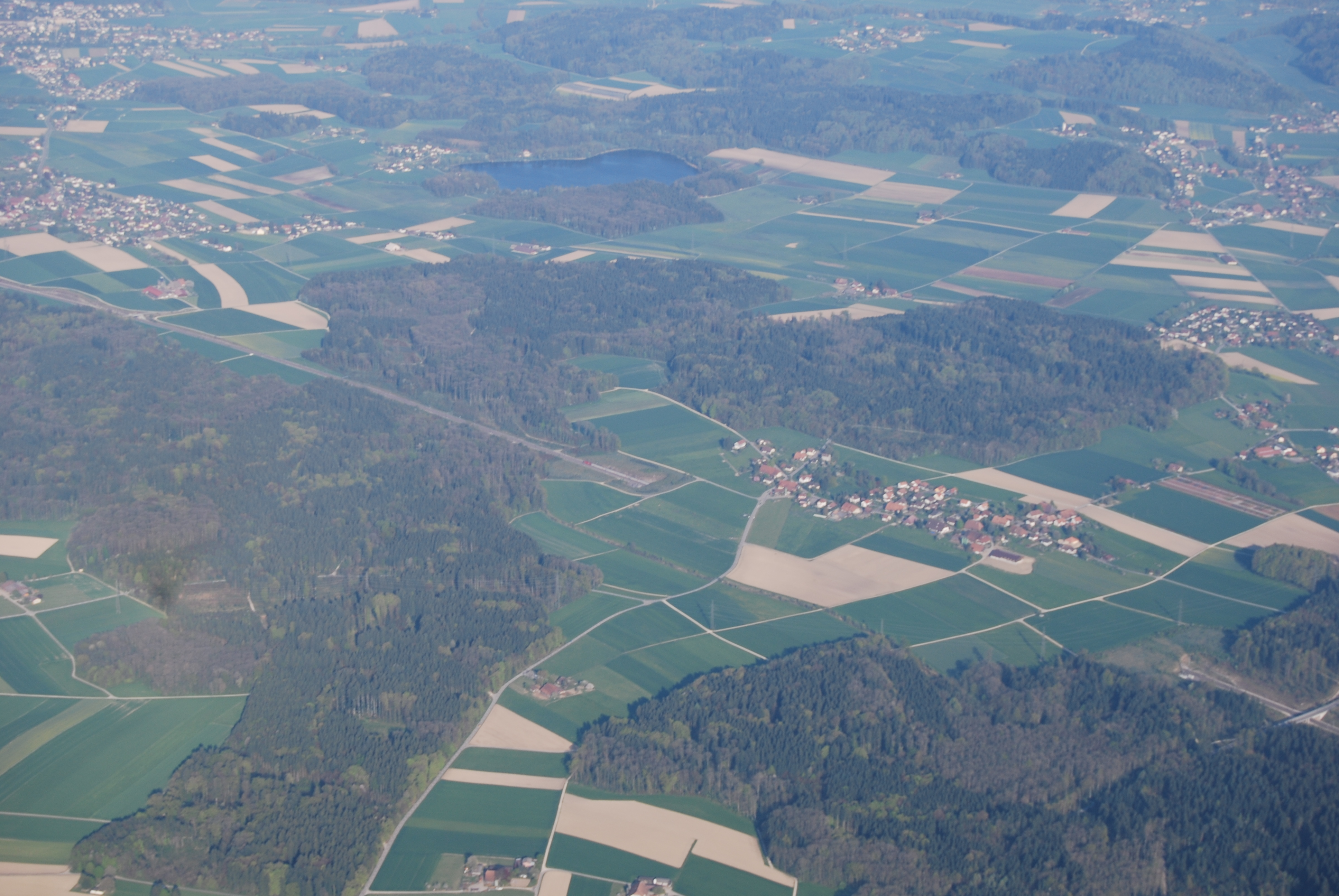
Hersiwil